# Taraf de Haïdouks

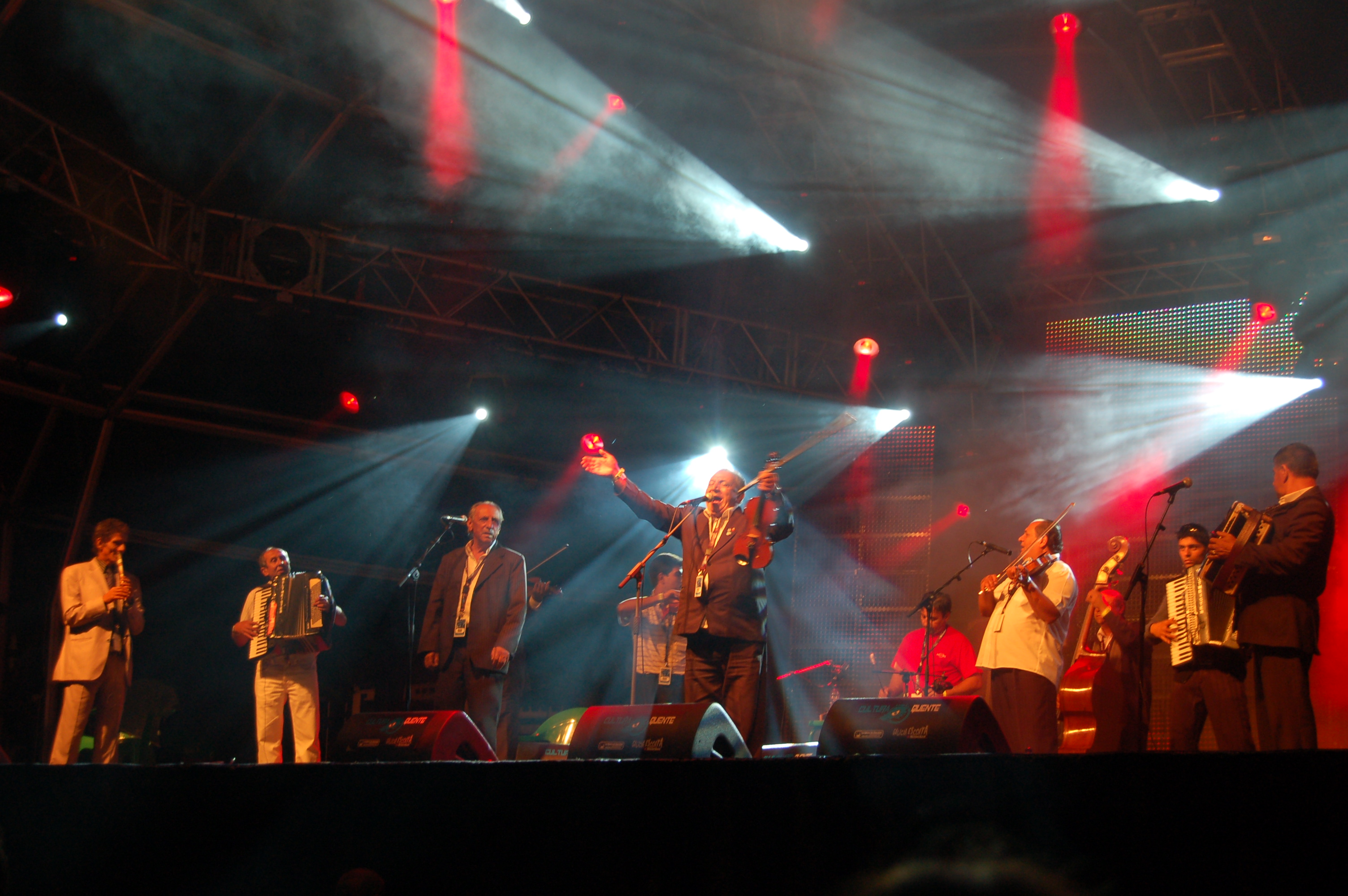
Taraf de Haïdouks 2008

Taraf de Haïdouks sind eine rumänische Band, bestehend aus 13 Roma-Musikern. Diese entstammen der 3000-Seelen-Gemeinde Clejani inmitten der historischen Region der Walachei im rumänischen Südosten, ca. 40 km südlich von Bukarest und nahe der bulgarischen Grenze.

## Namensherkunft
Der Name der Combo geht zurück auf Taraf (= Orchester) und Haiducken, kurz also: Haiducken-Orchester. Der Begriff der Haiducken war über die Jahrzehnte gesellschaftlich recht gegensätzlich belegt: Im Osmanischen Reich wurden sie als „Gesetzlose auf dem Balkan“ verfemt. Infolge der nationalen Erweckung der Balkanvölker wurden sie dann als „Freiheitskämpfer“ verstanden. Der Name des Orchesters wurde nach diesem jüngeren Verständnis der Bezeichnung gewählt. Hierauf gehen etliche Songs ein. In Rumänien ist die Band auch als „Taraful Haiducilor“ bekannt.

## Stil
Die Musik der Taraf de Haïdouks ist ein buntes Gemisch verschiedener Traditionen. Folk des Balkans, Orientalisches, bulgarische Themen treffen auf türkische Melodien, rumänische Folklore trifft ungarische, „jugoslawische“ und griechische, alle verschmelzen zu einem neuen Ganzen. Traditionelles Material, Improvisationen und überarbeitete Themen fusionieren stilistisch. Mitunter entstehen abenteuerlich anmutende Arrangements. Technisch ist die Band aber auch auf westliche Elemente der Präsentation eingerichtet, so beispielsweise die Solo-Spielweisen, aber auch die Verkürzung dreitägiger Hochzeitsfeiern im Konzert auf zwei Stunden.

## Bedeutung
Kopf der Combo war der 2002 verstorbene und in seinem letzten Lebensjahrzehnt weltberühmt gewordene Geiger Nicolae Neacșu. Bekannt wurde das Ensemble über Umwege durch die belgischen Musikliebhaber Stéphane Karo und Michel Winter, die alles daransetzten, die Roma-Band für Aufnahmen nach Belgien zu holen. Durch ihre Vermittlung folgten weltweite Konzerte, etwa beim WOMAD-Festival in Barcelona oder in  Yokohama, beim Rockfestival im englischen Reading, bei Konzerten in Berlin oder in New York. Das Album Musique des Tziganes de Roumanie (1991) wurde als Sensation wahrgenommen. Kaum anders das Folgealbum Musique des Tziganes de Roumanie – Vol.2 / Honourable Brigands, Magic Horses And Evil Eye (1994). In Rumänien selbst konnte die Band an den internationalen Erfolg bisher nicht anknüpfen.

## Trivia
Seit Tony Gatlifs Film Latcho Drom aus dem Jahr 1993 gilt die Band als Inbegriff einer globalen Gypsy-Manie, die mit Bands wie Fanfare Ciocărlia seit Jahren die Konzerthallen füllt. Johnny Depp zählt sich seit ihrer Zusammenarbeit für den Film The Man Who Cried (2002) zu den Fans. Ähnlich erging es dem großen Geigenvirtuosen und Dirigenten Yehudi Menuhin, der initiativ Gelegenheiten suchte, mit der Truppe zusammen zu spielen. Gheorghe Anghel („Caliu“) spielt in Radu Mihăileanus 2009 erschienenem Film Le Concert mit.
1998 drehte Thomas Grimm unter Beteiligung von Adrian Marthaler den Dokumentarfilm „Taraf De Haidouks“ für das Schweizer Fernsehen (SRF).

## Mitglieder
Einige der wichtigsten Mitglieder der Combo:
- Nicolae Neacșu (Culai) († 2002): Violine und Gesang
- Dumitru Baicu (Cacurică) († 2007): Zymbal
- Ilie Iorga: Gesang
- Ion Manole (Saica oder Boșorogu): Geige, Gesang
- Gheorghe Anghel (Caliu): Geige
- Gheorghe Fălcaru (Fluierici): Flöte, Kontrabass
- Ionica Tanase: Zymbal
- Constantin Sandu (Dinu): Zymbal, Gesang
- Florea Parvan: Kontrabass
- Marin Sandu (Tagoe): Kontrabass
- Paul Guiclea (Pasalan): Gesang, Violine
- Marin Manole (Marius): Akkordeon
- Constantin Lautaru (Costica Boieru): Violine, Gesang
- Viorel Vlad: Kontrabass
- Robert Gheorghe: Violine

## Alben
- Musiques de Tziganes de Roumanie (Crammed Discs, 1991)
- Honourable Brigands, Magic Horses And Evil Eye (Crammed Discs, 1994)
- Dumbala Dumba (Crammed Discs, 1998)
- Taraf de Haïdouks (Compilation erschienen auf Nonesuch Records, 1999)
- Band of Gypsies (Crammed Discs, 2001)
- The Continuing Adventures Of Taraf de Haïdouks (CD+DVD, Crammed Discs, 2006)
- Maškaradǎ (Crammed Discs, 2007)